# Malta i Eurovision Song Contest 2015
Malta deltog i Eurovision Song Contest 2015 i Wien i Österrike.

## Uttagning
Landet valde sitt bidrag genom sin uttagning Malta Eurovision Song Contest 2015. Finalen hölls den 22 november 2014 och vinnare blev Amber med sin låt "Warrior".

## Vid Eurovision
Malta deltog i den andra semifinalen den 21 maj. Där hade de startnummer 5. De fick hamnade på elfte plats med 41 poäng. De lyckades därför inte ta sig inte till finalen.